# Quelmes
Quelmes (niederländisch Kelmes)  ist eine französische Gemeinde mit 536 Einwohnern (Stand: 1. Januar 2022) im Département Pas-de-Calais in der Region Hauts-de-France (zuvor Nord-Pas-de-Calais). Sie gehört zum Arrondissement Saint-Omer und zum Kanton Lumbres.

## Geographie
Quelmes liegt etwa sieben Kilometer westlich von Saint-Omer und ist Teil des Regionalen Naturparks Caps et Marais d’Opale.
Nachbargemeinden von Quelmes sind Moringhem im Norden, Zudausques im Nordosten, Leulinghem im Osten, Setques im Südosten und Süden, Lumbres im Süden, Acquin-Westbécourt im Westen sowie Boisdinghem im Nordwesten.

## Bevölkerungsentwicklung
| Jahr                       | 1962 | 1968 | 1975 | 1982 | 1990 | 1999 | 2006 | 2013 | 2020 |
| Einwohner                  | 261  | 246  | 262  | 371  | 445  | 447  | 564  | 565  | 544  |
| Quellen: Cassini und INSEE |      |      |      |      |      |      |      |      |      |

## Sehenswürdigkeiten
- Kirche Saint-Pierre aus dem 13. Jahrhundert

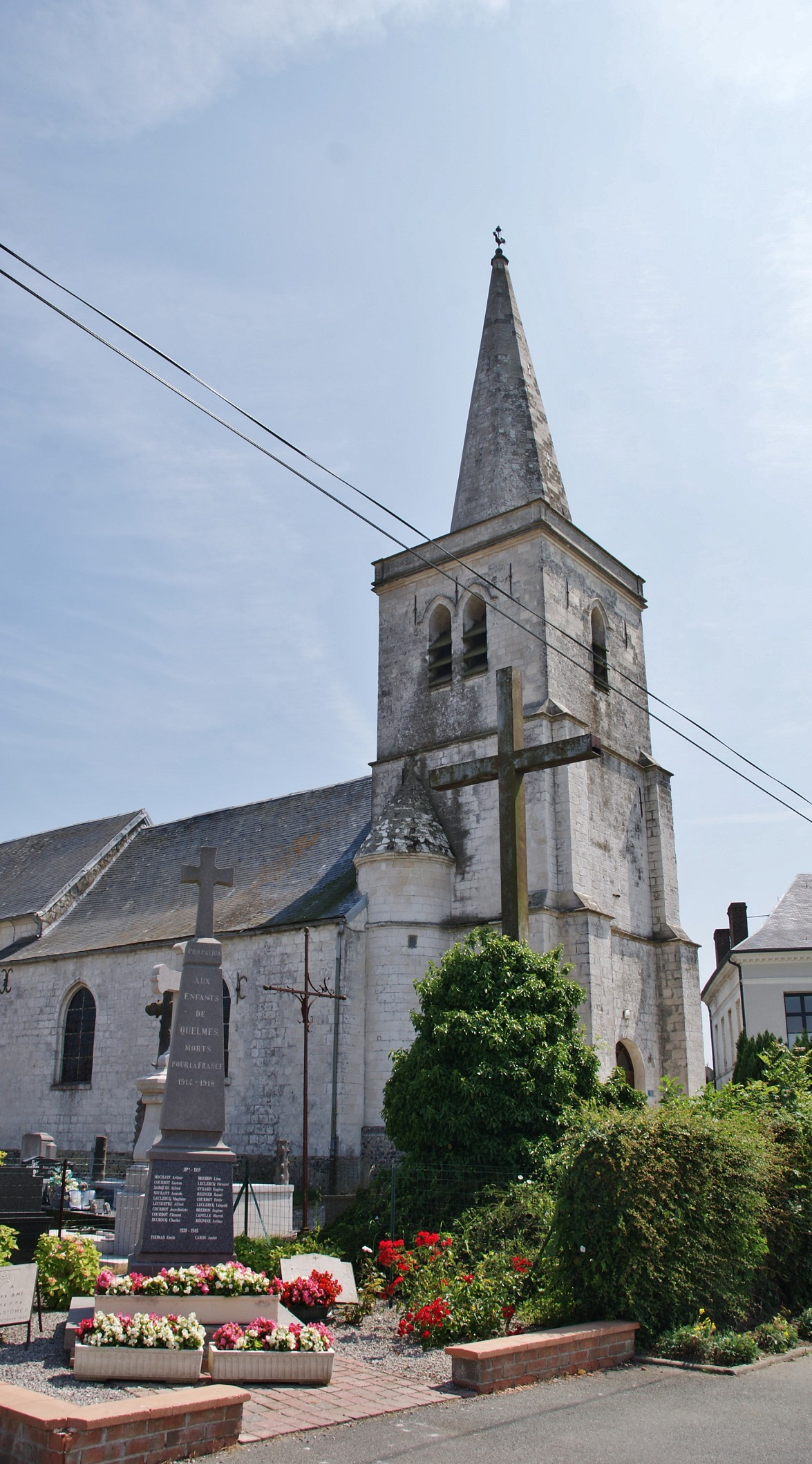
Kirche Saint-Pierre